# Psalmopoeus emeraldus
Psalmopoeus emeraldus är en spindelart som beskrevs av Pocock 1903. Psalmopoeus emeraldus ingår i släktet Psalmopoeus och familjen fågelspindlar.
Artens utbredningsområde är Colombia. Inga underarter finns listade i Catalogue of Life.